# Kerobia
Kerobia és un grup de música que fa pop/rock/indie en basc. Es va crear a finals de 2001 a Pamplona, Navarra. Ha gravat una maqueta (2003) i té quatre discs al mercat: Kerobia (2004), Rose Escargot (2006), Materia organikoa eta gainerakoak (2008) i Papera eta kartoia (2009).

## Història
El grup va néixer el desembre del 2001 amb la unió de Xabi Fernandez, Mikel Zorrilla y Germán San Martín. Van compondre alguns temes fins al gener del 2003, quan es va incorporar Karlos Ortiz al baix. Llavors van gravar una maqueta, amb la qual van guanyar el concurs de maquetes d'Euskadi Gaztea (ràdio pública basca).
L'any 2004, Kerobia va treure el seu primer treball, anomenat Kerobia, sota el segell discogràfic navarrès GOR. Després d'una bona acollida al País Basc i un any presentant el treball als escenaris, es van posar a preparar el segon treball. Aleshores Karlos Ortiz va abandonar el grup i es va incorporar Alberto Isaba amb el baix.
El segon disc, anomenat Rose Escargot, va sortir el 2006, també amb el segell independent GOR. Aquest disc els va situar en el panorama musical pop en basc al País Basc, amb un estil personal i elaborat. Després hi va haver un nou canvi en la formació del grup: Mikel Isaba va substituir amb el teclat a Germán San Martín.
A continuació Kerobia es va embarcar en un nou projecte: la gravació d'una trilogia d'àlbums que donen lloc a un treball discogràfic complet, dels quals ja s'han publicat dos.
El primer volum va sortir l'abril del 2008 amb el nom de Materia organikoa eta gainerakoak, aquest cop amb el segell propi ‘y las ardillas mágicas', amb el qual van obtenir el premi 'Gaztea sariak' a la millor banda d'Euskal Herria (compartit amb la cantant Amaia Montero).

La segona part va sortir el maig del 2009, anomenada Papera eta kartoia, també amb el seu segell propi. Immediatament van començar la gira de presentació del disc. Per a la gira d'aquest últim disc s'ha unit al grup recentment el guitarrista Rubén Matilla.
L'última part de la trilogia va ser "Ontziak". Com les altres parts, està disponible a la seva pàgina web per descarregar gratuïtament sota llicència Creative Commons, encara que es dona la possibilitat de fer una donació voluntària per la descarrega.
"Supernova" és l'últim treball de Kerobia. El grup de Pamplona va presentar el projecte l'Abril de 2012. Aquesta vegada, l'han pogut realitzar gràcies a l'aportació mínima de 29 euros de 1000 seguidors (Micromecenatge). El treball va ser enviat als seguidors a partir del 20 de Desembre.
"Supernova" és un treball multidisciplinari. En ell podem trobar un CD (Kerobia), un llibre amb il·lustracions (Kerobia i Maite Gurrutxaga), un tros d'un mural exclusiu (Julen Iztueta) i un DVD (Carles García Arxivat 2017-06-27 a Wayback Machine.).

## Discografia
- Maqueta (2003)
  - Zauriz betetako ura
  - Denbora
  - Gainezka
  - Itsasoa
  - Paradisua
  - Astelehena
  - Ertzetik
  - Hutsunean
- Kerobia (2004, GOR):
  - Belarrira Esan
  - Oihukatu
  - Zuen Tragediak
  - Itsasoa
  - Paradisua
  - Garuna eta Gorputza
  - Maiatzak 6
  - Ertzetik
  - Denbora
  - Zenbait gela betetzeko, zorionaz zuretzako
- Rose Escargot (2006, GOR)
  - Isburt
  - Rose
  - Esnatu naiz
  - Maite zaitut, Tina
  - Rose II
  - Buruerahileen farola
  - Izan ere
  - Grabitatea, oxigenoa, maitasuna eta gure existentziarako beste zenbait baldintza
  - Rose III (egunsenti berri baten epilogoa)
  - Hiri ikusezinak
  - Plus
- Materia organikoa eta gainerakoak (2008, y las ardillas mágicas)
  - Asteroideen antzokian artista eraila
  - aurkitu dute
  - eta telefono gorrian
  - mezu bat zuretzako
  - 'Gauza sinesgaitzak ikusi ditut han kanpoan'
- Papera eta kartoia (2009, y las ardillas mágicas)
  - Oreka ezina zen indibiduo baten azken pentsamenduak
  - Le monde est crue et j'ai été un connard
  - Gris, triste, zoriontsu egun bat
  - Nondik irtetzen da barrura
  - Horma txurira hil da
  - Esaldi sinple bat galdera handiegirako